# Balogh Balázs András
Balogh Balázs András (Kassa, Abaúj-Torna vármegye, 1940. június 27. – 2014. február 19.) roma származású magyar festőművész, felesége a 2005-ben elhunyt Oláh Jolán, aki szintén festőművész.

## Életútja, munkássága
Szülei a holokauszt áldozatává váltak, Balogh Balázs Andrást nagyanyja nevelte ötéves koráig, majd lelencházba került, onnan kiadták nevelőszülőkhöz, de azok nem járatták iskolába, hanem koldulni küldték. Felnőtt korában nehéz fizikai munkával kereste kenyerét, kőművesként dolgozott az építőiparban, dolgozott acélgyárban, bányákban. Második házasság-kötésekor Salgótarjánban telepedett le. 1992-ben vált munkanélkülivé.
A rajzolás, a festés mindig nagyon foglalkoztatta, rengeteget másolt, főleg Balázs János festményeit, sajnos a másolatait mind megsemmisítette, s majd csak 1975-től jelentkezett sajátos önálló alkotásaival. Ettől kezdve hamarosan rendszeres kiállító művész is.
„Művészete igen rendhagyó, főleg éjszakát fest, apró festékpontokból állítja össze monumentális hatású, szimbolikus kompozícióit. Képeit a gyermekkori, keserű emlékek inspirálták, vásznain a szegénységet, a kirekesztettséget a stiláris elemek és figurák monoton ismétlődésével hangsúlyozza.” Nagy erőssége a csoportos figurális ábrázolás, a cigány népesség egész életmódjára való rálátás, művészetét az egészlegesség jellemzi.
Műveit a kecskeméti Néprajzi Múzeum, a budapesti Roma Parlament, s a Romano Kher (=Cigány Ház, Budapest) őrzi.

## A 2009-es Cigány festészet c. albumba beválogatott képei

### Absztrakciók
- Mesemondó cigányasszony (olaj, kasírozott vászon, 54x35 cm, 1993)
- Vándorlások meséje (olaj, kasírozott vászon, 80x50 cm, 1989)
- Boldogság (olaj, kasírozott vászon, 35x30 cm, 1993)

### Zsánerképek
- Menekülés éjszaka (olaj, vászon, 50x102 cm, 1999)
- Anyátok (részeg) (olaj, kasírozott vászon, 75x45 cm, 1994)
- Istenem, segítsd meg őket! (olaj, kasírozott vászon, 100x50 cm, 1997)
- Teknővájók (olaj, kasírozott vászon, 48x40 cm, 1989)
- Vályogvetők (olaj, farost, 62x41 cm, 1990)
- Cigánytelep (olaj, kasírozott vászon, 72x40 cm, 1989)
- A nehéz évek (olaj, kasírozott vászon, 50x42 cm, 1994)
- Nehéz, öreg napok (olaj, kasírozott vászon, 35x53 cm, 1988)
- Hontalanok (olaj, kasírozott vászon, 46x76 cm, 1994)
- Testvéreim (olaj, kasírozott vászon, 48x40 cm, 1990)

## Kiállításai (válogatás)

### Egyéni
- 1978 • Kassák Klub, Budapest (Pongor Beri Károllyal közösen);
- 1980 • Komáromi Kisgaléria;
- 1983 • Mátraverebély;
- 1986 • IX. kerületi Vituki Galéria (Dilinkó Gáborral);
- 1992 • Magyar Intézet, Párizs (Oláh Jolánnal).

### Csoportos
- 1987 • Szolnok • Ózd • Salgótarján;
- 1988 • Nagykanizsa • Salgótarján • Bécs : Papas Tapas Centrum;
- 1989 • Salgótarján;
- 1989 • Autodidakta Cigány Képzőművészek II. Országos Kiállítása, Néprajzi Múzeum, Budapest;
- 1992 • Rátkai Márton Művészklub • Budapest Galéria;
- 1993 • Cigány Képzőművészeti Kiállítás, Balázs János Galéria;
- 2001 • Életmű-kiállítás, Balázs János Galéria, Budapest;
- 2012 • Beszélő paletták című Magyar Roma Képzőművészeti Kiállítás, Közigazgatási és Igazságügyi Minisztérium Társadalmi Felzárkózásért Felelős Államtitkársága folyosóján és irodáiban, Budapest.